# Kanadische Fußballnationalmannschaft der Frauen/Olympische Spiele
Der Artikel beinhaltet eine ausführliche Darstellung der kanadischen Fußballnationalmannschaft der Frauen bei den Olympischen Sommerspielen. Die kanadische Mannschaft nahm erstmals 2008 am Fußballturnier der Frauen bei den Olympischen Spielen teil und konnte sich auch für die vier folgenden Ausgaben qualifizieren. Sie belegt im Medaillenspiegel Platz 3.

## Die Nationalmannschaft bei den Olympischen Spielen

### Übersicht
| Olympische Spiele in | Teilnahme bis …    | Gegner      | Ergebnis       | Trainer/in    | Bemerkungen und Besonderheiten |
| -------------------- | ------------------ | ----------- | -------------- | ------------- | --- |
| Atlanta 1996         | nicht qualifiziert |             |                |               | Da Kanada in der Vorrunde der WM 1995 ausschied, war die Mannschaft nicht für die Olympischen Spiele qualifiziert.                                                                                   |
| Sydney 2000          | nicht qualifiziert |             |                |               | Da Kanada bei der WM 1999 wieder in der Vorrunde ausschied, war die Mannschaft nicht für die Olympischen Spiele qualifiziert.                                                                        |
| Athen 2004           | nicht qualifiziert |             |                |               | In der Qualifikation an Mexiko gescheitert. |
| Peking 2008          | Viertelfinale      | USA         | –              | Even Pellerud | |
| London 2012          | Spiel um Platz 3   | Frankreich  | Bronzemedaille | John Herdman  | |
| Rio de Janeiro 2016  | Spiel um Platz 3   | Brasilien   | Bronzemedaille | John Herdman  | Kanada überstand die Gruppenphase gegen Australien, Deutschland und Simbabwe als einzige Mannschaft verlustpunktfrei und besiegte im Viertelfinale Frankreich. Halbfinalniederlage gegen Deutschland |
| Tokio 2020           | Finale             | Schweden    | Goldmedaille   | Bev Priestman | 300. Länderspiel von Christine Sinclair im Auftaktspiel gegen Japan. Mit zwei regulären Siegen und vier Remis, davon zwei im Elfmeterschießen gewonnen, Olympiasieger                                |
| Paris 2024           | Viertelfinale      | Deutschland | –              | Andy Spence   | Durch Siege gegen Jamaika in Qualifikations-Play-offs qualifiziert. Die Kanadierinnen erreichten trotz Punktabzug wegen der Drohnenaffäre als Gruppenzweite die K.-o.-Runde.                         |

## Die Turniere

### Olympia 1996 in Atlanta
Für die Spiele 1996 hatte sich auch Toronto beworben, war aber bei der Abstimmung bereits in der vierten Runde gescheitert. Für das erste olympische Fußballturnier der Frauen waren neben Gastgeber USA nur die weiteren sieben besten Mannschaften der WM 1995 bzw. Brasilien für die nicht startberechtigten Engländerinnen qualifiziert. Da Kanada bereits in der Vorrunde ausschied, war die Mannschaft auch sportlich nicht für die Olympischen Spiele qualifiziert.

### Olympia 2000 in Sydney
Für das zweite olympische Turnier waren neben dem Gastgeber wieder nur die sieben besten Mannschaften der WM 1999 qualifiziert. Da Kanada erneut bereits in der Vorrunde ausschied, war die Mannschaft auch diesmal nicht für die Olympischen Spiele qualifiziert. Nach der WM übernahm Even Pellerud das Amt des Nationaltrainers und erreichte bei der WM 2003 den vierten Platz.

### Olympia 2004 in Athen
Für das dritte olympische Frauenfußballturnier wurden den Kontinentalverbänden jeweils Startplätze zugeteilt, die diese in individuellen Qualifikationen vergaben. Die Kanadierinnen mussten dazu bei einem finalen Turnier in Costa Rica zunächst gegen die Gastgeberinnen, Panama und Jamaika antreten und gewannen die drei Spiele, wobei sie nur beim 2:1 gegen Costa Rica ein Gegentor kassierten. Im Halbfinale trafen sie dann auf Mexiko und verpassten durch ein 1:2 die Olympischen Spiele. Das für die Qualifikation nicht mehr bedeutende Spiel um Platz 3 gewannen sie dann mit 4:0 gegen Costa Rica.

### Olympia 2008 in Peking
Für die Spiele 2008 hatte sich auch erneut Toronto beworben, war aber bei der Abstimmung bereits in der zweiten Runde gescheitert.
Für das Turnier in Peking mussten die Kanadierinnen daher beim Finalturnier in Mexiko zunächst gegen Trinidad & Tobago und dann wieder gegen Costa Rica antreten. Mit 6:0 und 1:0 erreichten sie das Halbfinale. Wie vier Jahre zuvor trafen sie auf Mexiko, konnten diesmal aber mit 1:0 gewinnen und waren damit erstmals für das olympische Fußballturnier qualifiziert. Im für die Qualifikation nicht mehr bedeutenden Finale verloren sie dann nach einem 1:1 nach Verlängerung mit 5:6 im Elfmeterschießen gegen die USA.
Zum Turnier-Auftakt gewannen sie mit 2:1 gegen Argentinien, erreichten dann ein 1:1 gegen den Gastgeber und trotz einer 1:2-Niederlage gegen Schweden im letzten Gruppenspiel als einer der beiden besten Gruppendritten die K.o.-Runde. Im Viertelfinale war dann Nachbar USA der Gegner. In einem Spiel, das wegen starken Regens zwischenzeitlich für 1:40 Stunde unterbrochen werden musste, setzten sich die USA erst in der Verlängerung mit 2:1 durch. Die Kanadierinnen mussten nach der Regenpause, die nach 19 Spielminuten eingelegt werden musste, zwar noch ihre Torhüterin wegen einer Verletzung wechseln, kamen danach aber besser ins Spiel und konnten den vor der Regenpause kassierten Führungstreffer ausgleichen. Den Siegtreffer für die USA erzielte die erst zur Verlängerung eingewechselte Natasha Kai. Nach dem Turnier beendete Even Pellerud seine Tätigkeit als kanadischer Nationaltrainer und übernahm das Amt in Trinidad & Tobago. Ihm folgte die Italienerin Carolina Morace.

### Olympia 2012 in London
Nach der für die Kanadierinnen enttäuschend verlaufenden WM 2011 hatte der Engländer John Herdman das Amt des Nationaltrainers von Carolina Morace übernommen.
Für das Turnier in London mussten die Kanadierinnen wieder Qualifikationsspiele bestreiten. Dabei gelangen beim Turnier auf heimischen Boden in der Gruppenphase Siege gegen Haiti (6:0), Kuba (2:0) und Costa Rica (5:1). Im Halbfinale wurde dann Mexiko mit 3:1 besiegt und die zweite Teilnahme am olympischen Fußballturnier perfekt gemacht. Das Finale wurde dann aber mit 0:4 gegen die USA verloren.
Zum Auftakt des olympischen Fußballturniers verloren sie mit 1:2 gegen Weltmeister Japan, gewannen dann mit 3:0 gegen Neuling Südafrika und waren nach einem 2:2 gegen den WM-Dritten Schweden als bester Gruppendritter für die K.o.-Runde qualifiziert. Hier trafen sie auf den Gastgeber, das Team GB, das aus englischen und wenigen schottischen Spielerinnen extra für dieses Turnier zusammengestellt worden war und gewannen mit 2:0. Gegner im Halbfinale waren die USA. Nach 80 Minuten stand es durch drei Tore von Christine Sinclair, die die Kanadierinnen dreimal in Führung gebracht hatte 3:2 für ihre Mannschaft, als die norwegische Schiedsrichterin Christina Pedersen einen indirekten Freistoß im Strafraum der Kanadierinnen für die USA gab, weil die kanadische Torhüterin Erin McLeod den Ball länger als sechs Sekunden in der Hand gehalten hatte – ein Vergehen, das im internationalen Fußball kaum geahndet wird. Weil der scharf geschossenen Freistoß den Arm von Marie-Ève Nault, gab es einen Handelfmeter, den Abby Wambach zum 3:3 verwandelte. Da in der regulären Spielzeit keine weiteren Tore fielen, kam es zur Verlängerung, in der Alex Morgan in der dritten Minute der Nachspielzeit der Siegtreffer für die USA gelang. Da Sinclair die Leistungen der Schiedsrichterin im Halbfinale kritisierte, wurde sie von der FIFA nach dem Turnier für vier Spiele gesperrt und mit einer Geldstrafe belegt. Damit konnte sie am Vier-Nationen-Turnier 2013 und am 6. März 2013 nicht am ersten Spiel des Zypern-Cup 2013 teilnehmen. Es ist das bis heute einzige Spiel der Kanadierinnen beim Zypern-Cup, bei dem sie nicht zum Einsatz kam. Christina Pedersen wurde danach nie wieder für ein bedeutendes Spiel berücksichtigt. Im Spiel um Platz 3 trafen sie dann auf den WM-Vierten Frankreich und gewannen durch ein Tor von Diana Matheson mit 1:0 die Bronzemedaille. Mit sechs Toren – so viele wie bei keinem Turnier zuvor – wurde Christine Sinclair Torschützenkönigin des Turniers.

### Olympia 2016 in Rio de Janeiro
Für das Turnier in Rio de Janeiro musste Kanada wieder Qualifikationsspiele bestreiten. Dabei konnten sie bei einem Turnier im Februar 2016 in den USA in der Gruppenphase zunächst Guyana mit 5:0, Trinidad & Tobago mit 6:0 und Guatemala mit 10:0 besiegen. Im Halbfinale war diesmal Costa Rica der Gegner, das in der Gruppenphase Mexiko ausgeschaltet hatte, und mit einem 3:1 qualifizierten sich die Kanadierinnen für das olympische Fußballturnier, verloren aber wieder im Finale gegen die USA. Gegner in der Vorrunde waren Australien, Deutschland und Simbabwe, gegen das zuvor noch nie gespielt wurde. Die Kanadierinnen starteten gegen Australien mit einem Tor durch Janine Beckie in der ersten Minute, mussten dann aber nach der Roten Karte für Shelina Zadorsky ab der 19. Minute in Unterzahl weiterspielen. In der 73. Minute vergab Beckie die Chance per Elfmeter zu erhöhen, was dann sieben Minuten später Christine Sinclair aus dem Spiel heraus gelang. Dabei blieb es dann. Gegen Simbabwe dauerte es dann bis zur siebten Minute, in der Beckie erneut für das 1:0 sorgte. Sinclair per Elfmeter und nochmals Beckie sorgten noch vor der Pause für die 3:0-Führung. In der zweiten Halbzeit gelang dann nur noch Simbabwe der Ehrentreffer. Damit waren die Kanadierinnen schon für das Viertelfinale qualifiziert und im Spiel gegen Deutschland, gegen das noch nie ein Punktgewinn gelang, wurden die beiden Torschützinnen geschont. Ihre Rolle übernahm dann Melissa Tancredi, die nach dem frühen Rückstand mit zwei Toren für den ersten Sieg gegen die deutsche Mannschaft sorgte. Damit überstand Kanada dann auch als einzige Mannschaft verlustpunktfrei die Gruppenphase und traf im Viertelfinale auf die Französinnen. Hier war es Sophie Schmidt, die auf Vorlage von Beckie das einzige Tor des Spiels erzielte. Im Halbfinale trafen die Kanadierinnen erneut auf Deutschland und verloren mit 0:2. Das Spiel um Platz 3 gewannen sie gegen Gastgeber Brasilien mit 2:1, wobei Christine Sinclair ihr 250. Länderspiele bestritt.

### Olympia 2020 in Tokio
Für das Turnier in Japan mussten sich die Kanadierinnen Ende Januar/Anfang Februar 2020 bei einem Turnier in den USA qualifizieren. In der Gruppenphase setzten sich die Kanadierinnen mit Siegen gegen St. Kitts und Nevis (11:0), Jamaika (9:0) und Mexiko (2:0) als Gruppensieger durch. Durch einen 1:0-Sieg im Halbfinale gegen Costa Rica qualifizierten sie sich für Tokio. Die 0:3-Niederlage im Finale gegen die USA konnte verkraftet werden. Beim 11:0 gegen St. Kitts und Nevis überbot Christine Sinclair mit ihren Länderspieltoren Nr. 184 und 185 den Weltrekord von Abby Wambach. Ein Vorbereitungsspiel im April gegen die ebenfalls für Tokio qualifizierten Australierinnen wurde wegen der COVID-19-Pandemie abgesagt. Aufgrund der Pandemie wurden auch die Spiele in Japan um ein Jahr verschoben und weitgehend ohne Zuschauer als Geister- und Fernsehspiele durchgeführt. Im ersten Spiel gelang den Kanadierinnen ein 1:1 gegen Gastgeber Japan, wobei Christine Sinclair ihr 300. Länderspiel bestritt. Das zweite Spiel konnten sie mit 2:1 gegen Olympianeuling Chile gewinnen, so dass gegen die Britinnen im dritten Gruppenspiel ein 1:1 reichte, um ins Viertelfinale gegen Brasilien einzuziehen, wo sie sich nach torlosen 120 Minuten im Elfmeterschießen durchsetzen konnten. Im Halbfinale treffen sie auf Weltmeister USA, der sich im Elfmeterschießen gegen Europameister Niederlande durchsetzen konnte. Durch einen von Jessie Fleming verwandelten Strafstoß gewannen die Kanadierinnen mit 1:0 und zogen damit erstmals in ein Finale eines interkontinentalen Turniers. Im Finale gerieten sie in der 34. Minute in Rückstand, den Jessie Fleming in der 67. Minute durch einen verwandelten Foulelfmeter ausgleichen konnte. Dabei blieb es auch nach Verlängerung. Im Elfmeterschießen schoss die erste Schwedin an den Pfosten, Fleming war dann die erste erfolgreiche Schützin, dann konnten aber drei Mitspielerinnen nicht verwandeln. Nachdem zwei Schwedinnen erfolgreich waren, scheiterten bei ihnen nochmals drei, wogegen die letzten beiden Kanadierinnen, Deanne Rose und Julia Grosso erfolgreich waren, so dass die Kanadierinnen mit 3:2 das Elfmeterschießen gewannen und damit erstmals die Goldmedaille. Trotz des Titels verschlechterten sich die Kanadierinnen in der ewigen Rangliste um einen Platz, da die Finalgegnerinnen vor dem Finale fünf Spiele gewonnen hatten, die Kanadierinnen aber nur zwei.

### Olympia 2024 in Paris
Als Qualifikation diente die CONCACAF W Championship 2022, bei der sich das siegreiche Team direkt für die Spiele in Paris qualifizieren konnte. Der Zweite und Dritte spielten dann noch in Hin- und Rückspiel um ein weiteres Olympiaticket. Die Kanadierinnen setzten sich in der Gruppenphase mit Siegen gegen Trinidad und Tobago, Panama und Costa Rica durch, gewannen im Halbfinale gegen Jamaika und trafen dann im Finale wieder einmal auf die USA. Beide hatten bis dahin jeweils insgesamt 12 Tore erzielt und waren ohne Gegentor geblieben. Im Finale setzten sich dann aber wieder einmal die US-Amerikanerinnen durch einen von Alex Morgan verwandelten Elfmeter durch. Die Kanadierinnen mussten daher gegen den Dritten Jamaika im September 2023 um das andere Olympiaticket spielen, was mit zwei Siegen (2:0 und 2:1) gelang. Bei der Gruppenauslosung für das Turnier in Frankreich waren sie zusammen mit Deutschland und Japan in Topf 2 gesetzt. Da Deutschland nicht in die Gruppen mit Frankreich oder Spanien und die Kanadierinnen nicht zu den USA gelost werden durften, stand schon vor der Auslosung fest, dass die USA und Deutschland in eine Gruppe gelost werden mussten. Kanada musste also zu Frankreich oder Spanien gelost werden, wurde dann in die Gruppe mit Frankreich, Kolumbien und Neuseeland gelost.
Schon vor Beginn der Spiele kam es zu einem Verstoß gegen den Fairnessgedanken als der Video-Analyst der kanadischen Frauen-Mannschaft Joey Lombardi mittels einer Drohne das Training der Frauen Neuseelands ausgespähte. Trainerin Bev Priestman verzichtete daraufhin freiwillig auf das Coachen der Mannschaft beim Auftaktspiel gegen die Neuseeländerinnen. Die FIFA sperrte sie, Joseph Lombardi und Assistenztrainerin Jasmine Mander für ein Jahr, verhängte eine Strafe von 200.000 CHF gegen den kanadischen Verband und belegte die Mannschaft mit einer Wettbewerbsstrafe von 6 Minuspunkten. Da die Kanadierinnen aber alle drei Gruppenspiele gewannen, konnten sie den Punktabzug verkraften und erreichten als Gruppenzweite die K.-o.-Runde, wo sie im Viertelfinale auf Deutschland, ihren Vorgänger als Olympiasieger trafen. Das nach 120 Minuten torlose Spiel wurde erst im Elfmeterschießen entschieden, wo die Kanadierinnen mit 2:4 unterlagen.

## Statistiken

### Bilanz gegen die Olympiasieger bei Olympischen Spielen
- Deutschland: 3 Spiele – 1 Sieg, 1 Remis (im Elfmeterschießen verloren), 1 Niederlage – 2:3 Tore
- Norwegen: 0 Spiele
- USA: 3 Spiele – 1 Sieg, 2 Niederlagen – 5:6 Tore

## Spiele
Kanada bestritt bisher 26 Spiele bei den Olympischen Spielen. Davon wurden 14 gewonnen, fünf verloren und sieben endeten remis. Fünfmal gingen Spiele in die Verlängerung, da ein Sieger ermittelt werden musste. Zwei wurden durch Tore gegen die USA verloren, je eins im Elfmeterschießen gegen Brasilien und Schweden gewonnen und eins im Elfmeterschießen gegen Deutschland verloren.
Kanada spielte bei jeder Teilnahme gegen den Gastgeber, viermal gegen den späteren Olympiasieger (2008 im Viertel- und 2012 im Halbfinale, 2016 in der Vorrunde und im Halbfinale), der in den ersten beiden Fällen auch Titelverteidiger war. Kanada spielte am häufigsten gegen Deutschland, Frankreich, Schweden und die USA (je 3-mal) sowie je 2-mal gegen Brasilien, Japan und das Vereinigte Königreich.
Kanada spielte bereits gegen Mannschaften aller Konföderationen, aber bisher nur gegen den Asienmeister, Europameister, Nord- und Südamerikameister. Einmal (2012) nahm Kanada selber als Kontinentalmeister teil und zweimal traf Kanada auf den amtierenden Weltmeister.
Die meisten Spiele bestritten Christine Sinclair (20), Sophie Schmidt (17) sowie Diana Matheson und Desiree Scott (je 16), von denen die ersten drei nicht mehr aktiv sind. Die meisten Tore (12) erzielte Christine Sinclair, die damit auf dem dritten Platz der Liste der besten Torschützinnen liegt.
| Nr. | Datum      | Ergebnis             | Gegner              | Austragungsort       | A/H/* | Anlass           | Bemerkung                                        |
| --- | ---------- | -------------------- | ------------------- | -------------------- | ----- | ---------------- | ------------------------------------------------ |
| 1   | 06.08.2008 | 2:1                  | Argentinien         | Tianjin (CHN)        | *     | Vorrunde         |                                                  |
| 2   | 09.08.2008 | 1:1                  | Volksrepublik China | Tianjin (CHN)        | A     | Vorrunde         | 113. und letztes Länderspiel von Randee Hermus   |
| 3   | 12.08.2008 | 1:2                  | Schweden            | Peking (CHN)         | *     | Vorrunde         |                                                  |
| 4   | 15.08.2008 | 1:2 n. V.            | USA (TV)            | Shanghai (CHN)       | *     | Viertelfinale    |                                                  |
| 5   | 25.07.2012 | 1:2                  | Japan*              | Coventry (GBR)       | *     | Vorrunde         | Letztes Spiel unter Even Pellerud                |
| 6   | 28.07.2012 | 3:0                  | Südafrika           | Coventry (GBR)       | *     | Vorrunde         |                                                  |
| 7   | 31.07.2012 | 2:2                  | Schweden            | Newcastle (GBR)      | *     | Vorrunde         |                                                  |
| 8   | 03.08.2012 | 2:0                  | Großbritannien      | Coventry (GBR)       | A     | Viertelfinale    | 1. Spiel gegen Großbritannien                    |
| 9   | 06.08.2012 | 3:4 n. V.            | USA (TV)            | Manchester (GBR)     | *     | Halbfinale       |                                                  |
| 10  | 09.08.2012 | 1:0                  | Frankreich          | Coventry (GBR)       | *     | Spiel um Platz 3 | 114. und letztes Länderspiel von Candace Chapman |
| 11  | 03.08.2016 | 2:0                  | Australien          | São Paulo (BRA)      | *     | Vorrunde         |                                                  |
| 12  | 06.08.2016 | 3:1                  | Simbabwe            | São Paulo (BRA)      | *     | Vorrunde         | Erstes Spiel gegen Simbabwe                      |
| 13  | 09.08.2016 | 2:1                  | Deutschland         | Brasília (BRA)       | *     | Vorrunde         | Erster Sieg gegen Deutschland                    |
| 14  | 12.08.2016 | 1:0                  | Frankreich          | São Paulo (BRA)      | *     | Viertelfinale    |                                                  |
| 15  | 16.08.2016 | 0:2                  | Deutschland         | Belo Horizonte (BRA) | *     | Halbfinale       |                                                  |
| 16  | 19.08.2016 | 2:1                  | Brasilien           | São Paulo (BRA)      | A     | Spiel um Platz 3 |                                                  |
| 17  | 21.07.2021 | 1:1                  | Japan               | Sapporo (JPN)        | A     | Vorrunde         | 300. Länderspiel von Christine Sinclair          |
| 18  | 24.07.2021 | 2:1                  | Chile               | Sapporo (JPN)        | *     | Vorrunde         |                                                  |
| 19  | 27.07.2021 | 1:1                  | Großbritannien      | Kashima (JPN)        | *     | Vorrunde         |                                                  |
| 20  | 30.07.2021 | 0:0 n. V.; 4:3 i. E. | Brasilien           | Rifu (JPN)           | *     | Viertelfinale    |                                                  |
| 21  | 02.08.2021 | 1:0                  | USA*                | Kashima (JPN)        | *     | Halbfinale       |                                                  |
| 22  | 06.08.2021 | 1:1 n. V.; 3:2 i. E. | Schweden            | Tokio (JPN)          | *     | Finale           |                                                  |
| 23  | 25.07.2024 | 2:1                  | Neuseeland          | Saint-Étienne (FRA)  | *     | Vorrunde         |                                                  |
| 24  | 28.07.2024 | 2:1                  | Frankreich          | Saint-Étienne (FRA)  | A     | Vorrunde         |                                                  |
| 25  | 31.07.2024 | 1:0                  | Kolumbien           | Nizza (FRA)          | *     | Vorrunde         |                                                  |
| 26  | 03.08.2024 | 0:0 n. V.; 2:4 i. E. | Deutschland         | Marseille (FRA)      | *     | Viertelfinale    |                                                  |

Anmerkung: Fett gesetzte Mannschaften waren zum Zeitpunkt des Spiels Kontinentalmeister, mit „*“ markierte Mannschaften waren Weltmeister.

## Rekorde

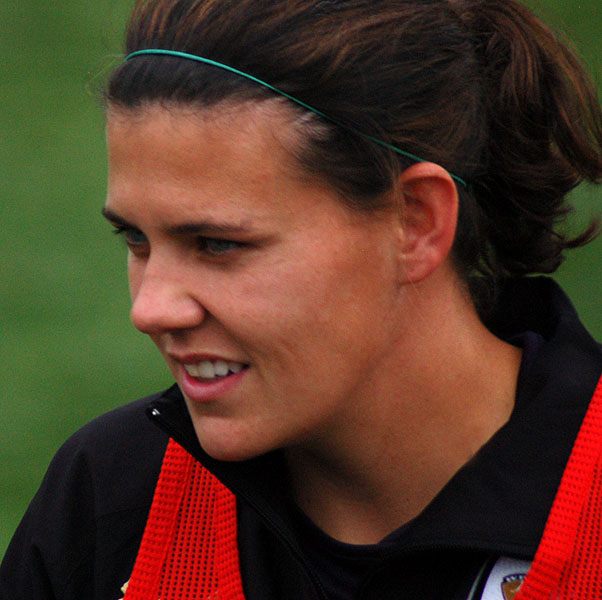
Christine Sinclair, Torschützenkönigin 2012

- Die meisten Tore bei einem Turnier: Christine Sinclair – 6 (2012)
- Bis zum 16. August 2016 einzige Mannschaft mit mehr als 3 Spielen, die in jedem Spiel mindestens 1 Tor erzielte
- Das schnellste Tor: Janine Beckie nach 21 Sekunden im Spiel gegen Australien am 3. August 2016[16]
- Die meisten Spiele mit einer Mannschaft: John Herdman (12 mit Kanada), Silvia Neid (12 mit Deutschland), Norio Sasaki (12 mit Japan), Pia Sundhage (12 mit den USA)
- Jüngste Torschützin: Deanne Rose mit 17 Jahren und 169 Tagen am 19. August 2016 beim Spiel um Platz 3[17]

Die kanadische Mannschaft erzielte ihre höchsten Siege gegen folgende Länder bei Olympischen Spielen:
- Deutschland 2:1 (2016, Vorrunde) – erster Sieg gegen Deutschland nach 12 Niederlagen, zudem ein 1:0 beim Vier-Nationen-Turnier 2022
- Kolumbien 1:0 (2024, Vorrunde) – zudem ein 2:1 im Halbfinale der Panamerikanischen Spiele 2011 und ein 1:0 in einem Freundschaftsspiel
- Simbabwe 3:1 (2016, Vorrunde) – einziges Spiel gegen Simbabwe
- Südafrika 3:0 (2012, Vorrunde)
- Vereinigtes Königreich 2:0 (2012, Viertelfinale) – erstes Spiel gegen Großbritannien

Gegen kein Land kassierte die Mannschaft ihre höchste Niederlage bei den Olympischen Spielen.